# 베르기슈글라트바흐

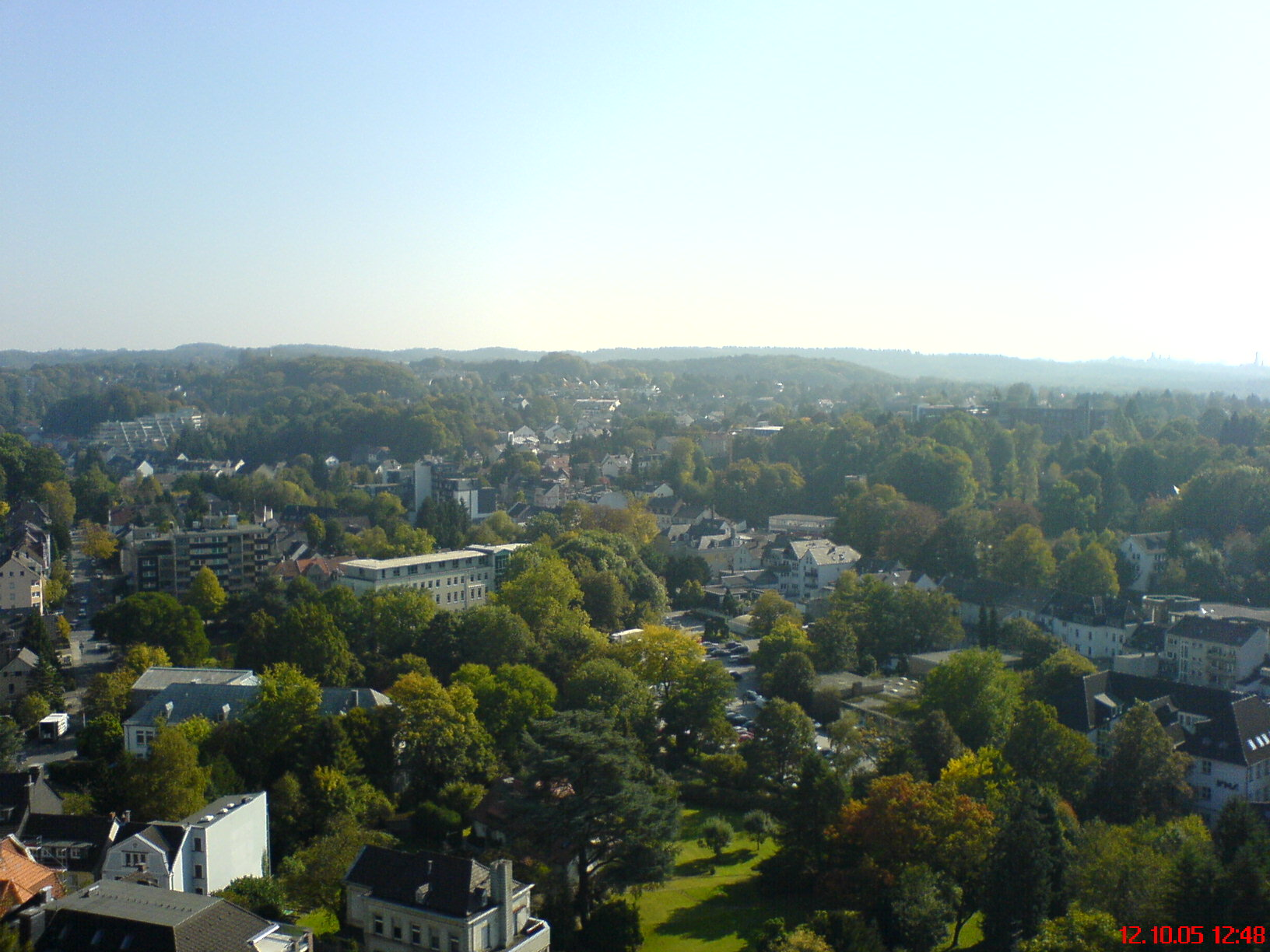

베르기슈글라트바흐(독일어: Bergisch Gladbach)는 독일 서부 노르트라인베스트팔렌주에 있는 도시이다. 인구 105,699(2009).
라인강 동쪽 연안에 위치한다. 쾰른과 라인 강을 경계로 접하며, 레버쿠젠과도 접한다. 13세기부터 알려졌고, 1856년 지자체로 형성되었다. 1975년 인근 벤스부르크를 편입했다. 제지 공업이 주요 산업이며, 그 외에 여러 공업과 정보통신산업이 이루어진다. 쾰른 도시권에 속하여 쾰른 시내와 경전철로 연결된다.